# Черёмушкин, Константин
Константи́н Черёмушкин (1963, Батайск, Ростовская область, РСФСР, СССР — 1993, Новочеркасск, Ростовская область, Россия) — советский серийный убийца. В 1986—1988 годах изнасиловал и убил трёх студенток и одну школьницу в Батайске Ростовской области.

## Биография

### Детство и юность
Константин Черёмушкин родился в 1963 году. Его отец был бесплодным, и мать зачала Константина на стороне. Кто был настоящим отцом Черёмушкина — неизвестно. Родители старались во всём угодить своему долгожданному ребёнку, поэтому с детства Константин отличался избалованностью и эгоизмом. В юности он узнал о тайне своего рождения; специалисты считают, что открытие деформировало его психику. Был дважды судим за угон автомобиля: в первый раз был приговорён к 2 годам принудительных работ, во второй раз получил тюремный срок, наказание отбывал в Вологодской области. После освобождения в Вологодской области познакомился с девушкой из неблагополучной семьи, на которой женился, в семье родилось двое детей. Вернувшись в Батайск, Черёмушкин устроился работать механиком на автобазу. В это же время родители купили ему автомобиль «Москвич-412» бежевого цвета.

### Убийства
Серия убийств началась в 1986 году. Черёмушкин разъезжал на своей машине, высматривал потенциальных жертв на автобусных остановках и предлагал подвезти их, завозил в пустынную безлюдную местность, насиловал и убивал. Пытаясь пустить следствие по ложному пути, подражал другому маньяку, действовавшему в те годы в Ростовской области — Андрею Чикатило: разбрасывал одежду жертв вокруг, отрезал у жертв молочные железы и наружные половые органы.
Первой жертвой Черёмушкина в ноябре 1986 года стала 22-летняя студентка РИСХМ Светлана Ефимова. Маньяк задушил её, тело попытался сжечь в лесополосе на окраине Батайска. У убитой забрал некоторые личные вещи. Тело девушки обнаружил местный житель весной 1987 года. Нашлись свидетели, которые видели, как Светлана Ефимова садилась в машину на трассе «Азов — Батайск», однако они не запомнили марку и номер автомобиля.
В 1987 году маньяк задушил 15-летнюю студентку Батайского техникума Елену Гаеву. Её тело было найдено в лесу недалеко от техникума. При обследовании окрестностей оперативники нашли шариковую ручку. Родилась версия, что маньяк — студент или преподаватель техникума или шофёр автобусного парка (последние носят с собой ручку, чтобы заполнять путевые листы). Отработка этих вариантов не привела к результатам.
Через 2 месяца жертвой Черёмушкина стала 10-летняя Татьяна Хлобощенко. Как и в двух предыдущих эпизодах, жертва была задушена. Тело убийца выбросил в лесополосе, и только через месяц его нашли работники лесного хозяйства. При обследовании тела эксперты обнаружили волокна овечьей шерсти (от автомобильных чехлов) и пятна от автомобильной краски (ей была окрашена внутренняя сторона багажника автомобиля). Следователи вновь предположили, что убийца является работником автомобильной отрасли. Были проверены все предприятия автотранспорта. Во время проверки на автобазе, где работал Черёмушкин, в его автомобиле были найдены чехлы из овечьей шерсти, но благодаря репутации примерного семьянина маньяк оказался вне подозрений.
Последней жертвой убийцы в конце октября 1988 года стала молодая воспитательница детского сада Оксана Яковенко. Маньяк выбросил тело в Азовский оросительный канал. У убитой он забрал деньги и некоторые личные вещи.

### Арест, следствие и суд
На теле последней жертвы были найдены следы краски и овечьей шерсти, идентичные предыдущему эпизоду. Под ногтями убитой обнаружились частицы кожи убийцы.
Первоначально следователи предполагали, что в Батайске начал действовать «Убийца из лесополосы» (Чикатило), но затем пришли к выводу, что убийства совершает другой преступник: в отличие от Чикатило, новый маньяк ездил на автомобиле и забирал у своих жертв ценные вещи.
Опасаясь поимки, Черёмушкин бежал к родственникам в Липецк, где и был арестован в начале 1989 года. Во время обыска в квартире Черёмушкина были найдены вещи его жертв; его жена призналась, что муж часто дарил ей ювелирные украшения и косметику, принадлежавшие его жертвам. Под давлением улик маньяк начал давать признательные показания.
3 ноября 1989 года Ростовский областной суд приговорил Константина Черёмушкина к высшей мере наказания — смертной казни через расстрел. В 1993 году приговор был приведён в исполнение.

## В массовой культуре
- Документальный фильм «Двойник Чикатило» из цикла «Следствие вели» (2016)
- Во втором сезоне сериала «Чикатило» также рассказывается о Константине Черёмушкине